# Дієго Фузер
Дієго Фузер (італ. Diego Fuser, * 11 листопада 1968, Венарія-Реале) — колишній італійський футболіст, півзахисник. По завершенні ігрової кар'єри — футбольний тренер.
Як гравець насамперед відомий виступами за клуб «Лаціо», а також національну збірну Італії.
Чемпіон Італії. Дворазовий володар Кубка Італії. Дворазовий володар Суперкубка Італії з футболу. Володар Міжконтинентального кубка. Володар Кубка європейських чемпіонів. Володар Суперкубка УЄФА. Володар Кубка УЄФА.

## Клубна кар'єра
Вихованець футбольної школи клубу «Торіно». Дорослу футбольну кар'єру розпочав 1986 року в основній команді того ж клубу, в якій провів три сезони, взявши участь у 49 матчах чемпіонату.
Згодом з 1989 по 1992 рік грав у складі команд клубів «Мілан» та, на умовах оренди, «Фіорентина». Як гравець «Мілана» виборював титул чемпіона Італії, ставав переможцем Ліги чемпіонів УЄФА.
Своєю грою за останню команду привернув увагу представників тренерського штабу клубу «Лаціо», до складу якого приєднався 1992 року. Відіграв за «біло-блакитних» наступні шість сезонів своєї ігрової кар'єри. Більшість часу, проведеного у складі «Лаціо», був основним гравцем команди. За цей час додав до переліку своїх трофеїв титул володаря Кубка Італії.
Протягом 1998—2004 років захищав кольори клубів «Парма», «Рома», «Торіно». Протягом цих років додав до переліку своїх трофеїв ще один титул володаря Кубка Італії, став дворазовим володарем Суперкубка Італії з футболу, володарем Кубка УЄФА.
Після 2004 року грав за низку нижчолігових команд «Савільянезе» та «Канеллі». Завершив професійну ігрову кар'єру у команді однієї з регіональних ліг «Нічезе», за яку виступав в сезоні 2009–10.

## Виступи за збірні
Протягом 1987—1990 років залучався до складу молодіжної збірної Італії. На молодіжному рівні зіграв у 18 офіційних матчах, забив 2 голи.
1990 року дебютував в офіційних матчах у складі національної збірної Італії. Протягом кар'єри у національній команді, яка тривала 11 років, провів у формі головної команди країни лише 25 матчів, забивши 3 голи. У складі збірної був учасником чемпіонату Європи 1996 року в Англії.

## Кар'єра тренера
Розпочав тренерську кар'єру відразу ж по завершенні кар'єри гравця, 2010 року, очоливши тренерський штаб клубу «Нічезе». Наразі досвід тренерської роботи обмежується цим клубом.
| Дата       | Місто      | Господарі  | Результат | Гості             | Турнір             | Голи | Примітки         |
| ---------- | ---------- | ---------- | --------- | ----------------- | ------------------ | ---- | ---------------- |
| 24/02/1993 | Порту      | Португалія | 1 – 3     | Італія            | Відбір до ЧС 1994  | -    |                  |
| 24/03/1993 | Палермо    | Італія     | 6 – 1     | Мальта            | Відбір до ЧС 1994  | -    |                  |
| 14/04/1993 | Трієст     | Італія     | 2 – 0     | Естонія           | Відбір до ЧС 1994  | -    |                  |
| 01/05/1993 | Берн       | Швейцарія  | 1 – 0     | Італія            | Відбір до ЧС 1994  | -    |                  |
| 01/06/1996 | Будапешт   | Угорщина   | 0 – 2     | Італія            | товариський матч   | -    | вийшов на 46'    |
| 11/06/1996 | Ліверпуль  | Росія      | 1 – 2     | Італія            | ЧЄ 1996 - 1-й етап | -    | вийшов на 61'    |
| 14/06/1996 | Ліверпуль  | Чехія      | 2 – 1     | Італія            | ЧЄ 1996 - 1-й етап | -    |                  |
| 19/06/1996 | Манчестер  | Німеччина  | 0 – 0     | Італія            | ЧЄ 1996 - 1-й етап | -    | замінений на 81' |
| 22/01/1997 | Палермо    | Італія     | 2 – 0     | Північна Ірландія | товариський матч   | -    | вийшов на 58'    |
| 12/02/1997 | Лондон     | Англія     | 0 – 1     | Італія            | Відбір до ЧС 1998  | -    | вийшов на 90'    |
| 02/04/1997 | Хожув      | Польща     | 0 – 0     | Італія            | Відбір до ЧС 1998  | -    | замінений на 84' |
| 30/04/1997 | Неаполь    | Італія     | 3 – 0     | Польща            | Відбір до ЧС 1998  | -    | вийшов на 85'    |
| 04/06/1997 | Нант       | Італія     | 0 – 2     | Англія            | товариський турнір | -    | вийшов на 17'    |
| 08/06/1997 | Ліон       | Італія     | 3 – 3     | Бразилія          | товариський турнір | -    | вийшов на 46'    |
| 05/09/1998 | Ліверпуль  | Уельс      | 0 – 2     | Італія            | Відбір до ЧЄ 2000  | 1    |                  |
| 10/10/1998 | Удіне      | Італія     | 2 – 0     | Швейцарія         | Відбір до ЧЄ 2000  | -    |                  |
| 18/11/1998 | Салерно    | Італія     | 2 – 2     | Іспанія           | товариський матч   | -    | замінений на 45' |
| 16/12/1998 | Рим        | Італія     | 6 – 2     | Зірки світу       | товариський матч   | 1    |                  |
| 27/03/1999 | Копенгаген | Данія      | 1 – 2     | Італія            | Відбір до ЧЄ 2000  | -    | замінений на 45' |
| 28/04/1999 | Загреб     | Хорватія   | 0 – 0     | Італія            | товариський матч   | -    | замінений на 45' |
| 05/06/1999 | Болонья    | Італія     | 4 – 0     | Уельс             | Відбір до ЧЄ 2000  | -    | замінений на 69' |
| 09/06/1999 | Лозанна    | Швейцарія  | 0 – 0     | Італія            | Відбір до ЧЄ 2000  | -    | замінений на 60' |
| 08/09/1999 | Неаполь    | Італія     | 2 – 3     | Данія             | Відбір до ЧЄ 2000  | 1    |                  |
| 13/11/1999 | Лечче      | Італія     | 1 – 3     | Бельгія           | товариський матч   | -    | замінений на 45' |
| 29/03/2000 | Барселона  | Іспанія    | 2 – 0     | Італія            | товариський матч   | -    | замінений на 71' |
| Усього     |            | Матчів     | 25        |                   | Голів              | 3    |                  |

## Титули і досягнення
- Чемпіон Італії (1):

«Мілан»: 1991–92
- Володар Кубка Італії (2):

«Лаціо»: 1997–98
«Парма»: 1998–99
- Володар Суперкубка Італії з футболу (2):

«Парма»: 1999
«Рома»: 2001
- Володар Міжконтинентального кубка (1):

«Мілан»: 1989
- Володар Кубка європейських чемпіонів (1):

«Мілан»: 1989–90
- Володар Суперкубка Європи (1):

«Мілан»: 1989
- Володар Кубка УЄФА (1):

«Парма»: 1998–99